# 尾浜商店街

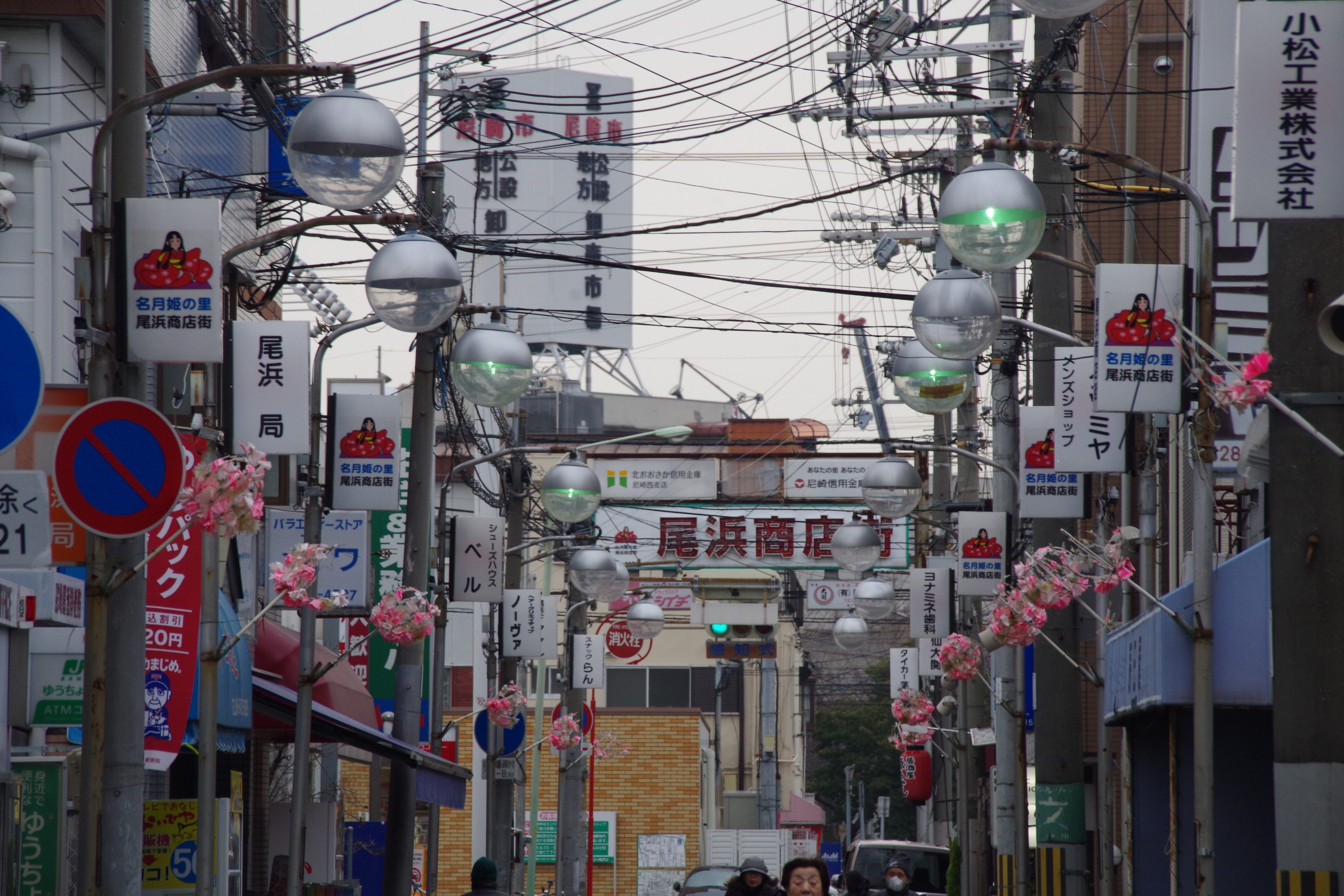
尾浜商店街(県道13号線側の入口付近)

尾浜商店街（おはましょうてんがい）は、兵庫県尼崎市尾浜町二丁目から三丁目にある商店街。名月姫の伝説をモチーフとしたマスコットキャラクターや満月を模した球形の街灯が特徴。また、2006年に流通開始した地域通貨「おう」による地域活性化で知られている。

## 行事
- 名月姫桜まつり（おう桜まつり） - 2006年に地域通貨の発行記念イベントとして開催[2]。以来、毎年3月下旬に尾浜商店街を車両通行止めにして開催されている。2006年-2017年の計12回は「おう桜まつり」、2018年以降は「名月姫桜まつり」の名称で開催されている。
- 夜店 - 毎年7月下旬に尾浜商店会主催で夏祭りが行われている。